# Laroque (Gironde)
 Laroque  ist eine französische Gemeinde im Département Gironde in der Region Nouvelle-Aquitaine. Die Gemeinde gehört zum Kanton L’Entre-deux-Mers im Arrondissement Langon. Während Laroque im Jahr 1962 über 155 Einwohner verfügte, zählt man aktuell 288 Einwohner (Stand 1. Januar 2022).

## Lage
Laroque liegt im Einzugsgebiet der Stadt Bordeaux. Das Gemeindegebiet wird vom Flüsschen Euille durchquert, das im Nordosten zum Lac de Laromet aufgestaut wird.

## Bevölkerungsentwicklung
| Jahr                      | 1962 | 1968 | 1975 | 1982 | 1990 | 1999 | 2010 | 2016 |
| Einwohner                 | 155  | 342  | 336  | 266  | 253  | 230  | 272  | 281  |
| Quelle: Cassini und INSEE |      |      |      |      |      |      |      |      |

## Weinbau
Laroque ist eine Weinbaugemeinde; die Rebflächen gehören zu den Appellationen Premières Côtes de Bordeaux und Cadillac.

## Sehenswürdigkeiten

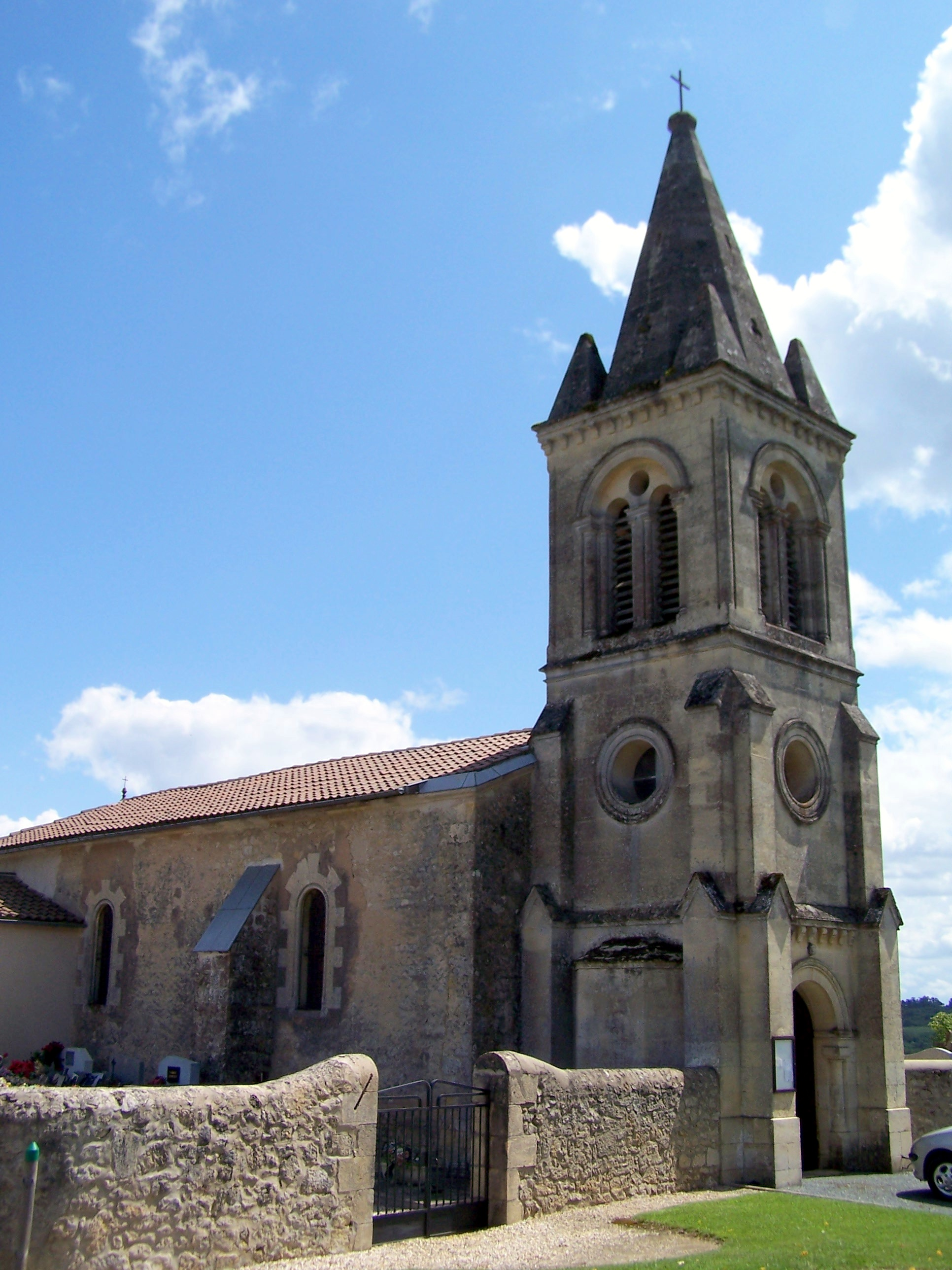
Kirche Saint-Jean

- Kirche Saint-Jean (siehe auch: Liste der Monuments historiques in Laroque (Gironde))